# Parthenius III van Alexandrië
Parthenius III (Grieks: Παρθένιος Γ΄) (Port Said, 3 september 1919 - Amorgos, 23 juli 1996) was van 1987 tot 1996 Grieks-orthodox patriarch van Alexandrië.
Parthenius III werd in 1919 geboren in de Egyptische havenstad Port Said. In 1959 werd hij verkozen tot metropoliet van Carthago en op 23 februari 1987 volgde hij Nicolaas VI op als patriarch van Alexandrië. Tijdens zijn ambtstijd zette patriarch Parthenius III zich vooral in voor missiewerk in Afrika. Zo stichtte hij een nieuwe metropool in Kampala in Oeganda. Daarnaast was Parthenius III ook voorzitter van de Wereldraad van Kerken. Hij stierf in 1996 aan een hartaanval tijdens zijn vakantie op het eiland Amorgos in de Cycladen.